# Šunema
Šunema (in lingua russa Шунема) è una città situata in Russia, nell'Oblast' di Arcangelo, nel Vel'skij rajon.